# Island of Lost Minds
Island of Lost Minds è l'undicesimo album in studio del chitarrista statunitense Buckethead, autoprodotto e pubblicato il 19 marzo 2004.
Il disco è stato successivamente ripubblicato il 16 febbraio 2006 dalla TDRS Music.

## Tracce
Musiche di Buckethead e Dan Monti.
1. Island of Lost Minds – 3:32
2. Shock Therapy Side Show – 3:15
3. Dream Darts – 5:25
4. Vacuum Tube Implant – 3:36
5. Skull Scrape – 3:42
6. Ice Pick Through Eyes – 2:49
7. Four-Sided Triangle – 2:24
8. Korova Binge Bar – 5:31
9. Bruised Eye Sockets – 2:08
10. Mud of the Gutter – 3:08
11. The Cuckoo Parade – 4:35
12. Viravax – 3:54
13. Lobotomizer (Scariest Rollercoaster of All Time) – 3:32

## Formazione
- Buckethead – chitarra

Altri musicisti
- Dan Monti – basso, missaggio[2], batteria[4]

## Date di pubblicazione
| Paese | Data             | Formato               |
| ----- | ---------------- | --------------------- |
| Mondo | 19 marzo 2004    | CD, download digitale |
| Mondo | 16 febbraio 2006 | CD, download digitale |